# Ehrhardt (Familienname)
Ehrhardt ist ein deutscher Familienname. Zu Herkunft und Bedeutung siehe Erhard.

## Namensträger

### A
- Adolf Ehrhardt (1813–1899), deutscher Maler
- Alfred Ehrhardt (1901–1984), deutscher Dokumentarfilmer und Fotograf
- Annelie Ehrhardt (1950–2024), deutsche Leichtathletin
- Arnold Ehrhardt (1903–1965), deutscher Rechtshistoriker und Theologe
- Arthur Ehrhardt (1896–1971), deutscher Offizier, Militärschriftsteller, Übersetzer und politischer Publizist

### C
- Carl Ehrhardt-Hardt (1895–1972), Schauspieler
- Carl Heinrich Wilhelm Erhardt (1787–1841), württembergischer Verwaltungsbeamter

### D
- Dallas Ehrhardt (* 1992), kanadisch-britischer Eishockeyspieler
- Dennis Ehrhardt (* 1974), deutscher Schriftsteller, Hörspielregisseur und -produzent
- Dieter Ehrhardt (1927–2021), deutscher Konteradmiral

### E
- Enrico Ehrhardt (* 1983), deutscher Volleyballspieler
- Erdmann Ehrhardt (1811–1884), deutscher Gutsbesitzer und Politiker
- Erich von Ehrhardt (1840–1899), preußischer Generalmajor
- Ernst Ehrhardt (1855–1944), deutscher Architekt, Dombaumeister und Baudirektor in Bremen

### F
- Franz Ehrhardt (1880–1956), deutscher Politiker (Zentrum, CDU)
- Friedrich von Ehrhardt (1789–1864), preußischer Generalmajor
- Friedrich Ehrhardt (Heimatforscher) (?–2000), deutscher Lehrer und Heimatforscher

### G
- Georg Ehrhardt (1862–1935), deutscher Schriftsteller
- Georges Ehrhardt (1904–1970), Schweizer Florist und Ehrenpräsident der Internat. Fleurop-Interflora
- Gustav Ehrhardt (1868–1945), deutscher Automobilpionier, Fahrzeugkonstrukteur und Motorsportler

### H
- Hanns Joachim Ehrhardt-Renken (1923–1982), deutscher Kaufmann und Firmenmitinhaber
- Hans Ehrhardt (1932–1998), deutscher Chefredakteur (Mosaik)
- Heinrich Ehrhardt (1840–1928), deutscher Erfinder und Unternehmer
- Helmut Ehrhardt (1927–2011), deutscher Physiker und Hochschullehrer
- Helmut E. Ehrhardt (1914–1997), deutscher Mediziner und Hochschullehrer
- Hermann Ehrhardt (1881–1971), deutscher Militär- und Freikorpsführer
- Holger Ehrhardt (Germanist) (* 1964), deutscher Germanist
- Holger-Ralf Ehrhardt (* 1967), deutscher Journalist und Radiomoderator

### J
- Jens Ehrhardt (* 1942), deutscher Vermögensverwalter
- Johann Heinrich Ehrhardt (1805–1883), Lokomotivbauer, Obermaschinenmeister der sächsischen Eisenbahn
- Johannes Erhardt (1831–1907), württembergischer Landtagsabgeordneter

### K
- Karl Ehrhardt (1895–1993), deutscher Gynäkologe; führte während der NS-Zeit Experimente an Frauen sowie Abtreibungen aus „rassischen“ Gründen durch
- Kurt Ehrhardt (1900–1971), deutscher Schauspieler, Regisseur und Intendant

### L
- Ludwig Ehrhardt (Unternehmer) (1838–1905), deutscher Ingenieur, Unternehmer und Firmengründer
- Ludwig Ehrhardt (1864–1938), evangelischer Theologe
- Ludwig Ehrhardt (Ingenieur) (1874–1945), deutscher Ingenieur und Hochschullehrer für Landmaschinenkunde

### M
- Marion Ehrhardt (1932–2011), deutsche Romanistin und Lusitanistin
- Markus Ehrhardt (* 1977), deutscher Religionspädagoge, Autor und Liedermacher
- Matthias Ehrhardt (* 1968), deutscher Mathematiker
- Max Ehrhardt (Architekt) (1866–1932), deutscher Architekt
- Max Ehrhardt (Gewerkschafter) (1895–1968), deutscher Gewerkschafter
- Michael Ehrhardt (* 1966), deutscher Historiker
- Michael Ehrhardt (Maler) (* 1981), deutscher Maler und Biologe
- Monika Ehrhardt (* 1947; eigentlich Monika Lakomy), deutsche Schriftstellerin und Texterin

### N
- Norbert Ehrhardt (* 1953), deutscher Althistoriker

### O
- Oskar Ehrhardt (1873–1950), deutscher Chirurg und Hochschullehrer in Königsberg
- Otto Ehrhardt (1869–1942), deutscher Fotograf

### P
- Paul Ehrhardt (Komponist) (1854–1875), französischer Komponist
- Paul Ehrhardt (Maler) (1888–1981), deutscher Maler
- Paul Ehrhardt (Schriftsteller) (* 1922), deutscher Science-Fiction-Autor
- Paul Georg Ehrhardt (1889–1961), deutscher Ingenieur, Testpilot und Verfasser von Jagd- u. Fliegerliteratur
- Paul Walter Ehrhardt (1872–1959), deutscher Maler
- Peter Ehrhardt (* 1965), deutscher Restaurator

### R
- Rainer Maria Ehrhardt (* 1948), deutscher Journalist und Moderator
- Roland Ehrhardt (1924–1999), deutscher Drucker
- Rudolf Ehrhardt (1932–1999/2000), deutscher Unternehmer

### S
- Siegismund Justus Ehrhardt (1732–1793), schlesischer Kirchenhistoriker
- Siegmar Ehrhardt (* 1953), deutscher Fußballspieler
- Sophie Ehrhardt (1902–1990), russisch-deutsche NS-Anthropologin
- Susanne Ehrhardt, deutsche Musikerin

### T
- Theodor Ehrhardt (1875–1952), deutscher Ingenieur und Industrieller

### U
- Ute Ehrhardt (* 1956), deutsche Psychologin und Autorin

### W
- Werner Ehrhardt (Admiral) (1898–1967), deutscher Konteradmiral
- Werner Ehrhardt (Dirigent) (* 1957), deutscher Violinist und Dirigent
- Wilhelm Ehrhardt (1860–1936?), deutscher Naturaliensammler, -händler und Taxidermist
- Wilhelmine Ehrhardt (1866–1945), deutsche Automobilpionierin und Motorsportlerin
- Wolfgang Ehrhardt (* 1948), deutscher Klassischer Archäologe